# Villa Literno
Villa Literno é uma comuna italiana da região da Campania, província de Caserta, com cerca de 10.362 habitantes. Estende-se por uma área de 61 km², tendo uma densidade populacional de 170 hab/km². Faz fronteira com Cancello ed Arnone, Casal di Principe, Castel Volturno, Giugliano in Campania (NA), San Cipriano d'Aversa.

## Demografia
| Variação demográfica do município entre 1861 e 2011                               |
|                                                                                   |
| Fonte: Istituto Nazionale di Statistica (ISTAT) - Elaboração gráfica da Wikipedia |